# صفاء عبد السلام جعفر
صفاء عبد السلام علي جعفر (مواليد 16 فبراير، 1960)، مفكرة وكاتبة، وأستاذة جامعية وباحثة، وهي أستاذة مادة الفلسفة الحديثة والمعاصرة، ورئيس قسم الفلسفة بجامعة الإسكندرية سابقا. اشتهرت بمؤلفاتها في الفلسفة الألمانية الحديثة والمعاصرة، خاصة فريدريش نيتشه ومارتن هايدغر؛ حيث تخصصت في هذا الأخير، وأعدت عنه عدة دراسات تهدف إلى تفسير الأصول التي شغلت الفيلسوف الألماني كالأصل في اللغة، والأصل في العمل الفني. وقد تميزت بمهارتها في عرض الفكرة ومناقشتها، وكذلك إلمامها بعدة لغات، واعتمادها على المصادر أكثر من المراجع في كافة بحوثها.

## نشأتها
ولدت في مدينة الإسكندرية بشمال مصر عام 1960، وتفوقت في دراستها طوال مشوارها التعليمي، فكانت من العشرة الأوائل على مستوى الجمهورية في الثانوية العامة، وعلى الرغم من ذلك اختارت أن تدرس الفلسفة تحديدًا؛ لحبها الشديد لها الذي كان الفضل فيه يعود إلى أستاذها في مادة الفلسفة في المرحلة الثانوية.

## التعليم
حصلت على ليسانس الآداب من قسم الفلسفة، بجامعة الإسكندرية في عام 1982، وقد كان ترتيبها الأولى على دفعتها، فتم تعيينها معيدة بالقسم في العام نفسه، ثم نالت درجة الماجستير في الآداب من قسم الفلسفة، بجامعة الإسكندرية 1988، ثم واصلت مسيرتها العلمية حتى نالت درجة الدكتوراه من القسم نفسه عام 1993.

## نشاطات ومشاركات
- معيدة بقسم الفلسفة كلية الآداب، جامعة الإسكندرية، في الفترة من عام 1982 إلى 1988.
- مدرسة مساعدة بقسم الفلسفة بكلية الآداب، جامعة الإسكندرية، من عام 1988 إلى عام 1993.
- مدرسة بالقسم نفسه، من عام 1993 إلى 2000.
- أستاذة مساعدة للفسفة الحديثة والمعاصرة بقسم الفلسفة، جامعة الإسكندرية، أكتوبر عام 2000 إلى 2007.
- أستاذة الفلسفة الحديثة والمعاصرة بقسم الفلسفة، جامعة الإسكندرية من عام 2007 وحتى اليوم.
- رئيس قسم الفلسفة من عام 2013 إلى 2021.
- رئيس المؤتمر الدولي السنوي لقسم الفلسفة- كلية الآداب- جامعة الإسكندرية منذ إنشائه وحتى اليوم.
- عضو اللجنة الدائمة لترقية الأساتذة والأساتذة المساعدين بالمجلس الأعلى للجامعات.
- عضو لجنة الفلسفة بالمجلس الأعلى للثقافة.[2]

## الجوائز
- جائزة الجامعة للتشجيع العلمي عن كتاب «هيرمونطيقا الأصل في العمل الفني» عام 1999.
- جائزة الأبداع الفلسفي من المجلس الأعلى للثقافة عن كتاب «الذات الحقيقية عند كارل ياسبرز» 2000.[3]

## مؤلفات
وصف الدكتور حبيب الشاروني أستاذ الفلسفة الحديثة والمعاصرة الراحل في تقديمه لكتابها «الوجود الحقيقى عند مارتن هايدجر» بأنه «من أمهات الكُتب». كما أن لها كتابا عن الفيلسوف الألماني فريدريش نيتشه يعد محاولة تهدف إلى قراءة الفيلسوف قراءة صحيحة تستبعد كل المفاهيم الخاطئة التي أُلصقت بفكره.. وقد حرصت على تعلم اللغة الألمانية، لقراءة نصوص الفلاسفة بعيدًا عن أخطاء الترجمة إلى العربية والإنجليزية، وقد سافرت إلى ألمانيا مرتين لجمع المادة العلمية، ودرست هناك على يد البروفسير فريدريش فيلهلم فون هيرمان أحد تلاميذ الفيلسوف مارتن هايدغر. وبالإضافة لما سبق فقد كتبت في فلسفة الحضارة والأيديولوجيات. ومن مؤلفاتها:
| عنوان الؤلَف                                                              | الناشر                             | تاريخ النشر | مصدر   |
| ------------------------------------------------------------------------ | ---------------------------------- | ----------- | ------ |
| هيرمونطيقا اللغة عند جادامر رؤية نقدية                                   | الحضري للطباعة والنشر              | 2016        | [ 5 ]  |
| الأصل في التقنية: دراسة في الأنطولوجيا المعاصرة                          |                                    | 2013        | [ 6 ]  |
| هيدغر واللاهوت المسيحي                                                   | الجمعية الفلسفية المغربية - المغرب | 2001        | [ 7 ]  |
| الشعر والفكر عند هيدجر                                                   | الجمعية الفلسفية المغربية - المغرب | 2004        | [ 8 ]  |
| التخلي والترك بين التاوية وهايدجر                                        | الحضري للطباعة والنشر              | 2009        | [ 9 ]  |
| "موت الإمكانية" و"إمكانية الموت": دراسة فلسفية مقارنة في أنطولوجيا الموت | مؤسسة حورس الدولية                 | 2005        | [ 10 ] |
| الذات الحقيقية عند كارل ياسبرز "قراءة في مفارقة المواقف الحدية"          | دار الوفاء                         | 2001        | [ 11 ] |
| أنطولوجيا اللغة عند هايدجر                                               | دار الوفاء                         | 2001        | [ 12 ] |
| هيرمينويطيقا: تفسير "الأصل في العمل الفني"                               | منشأة المعارف                      | 2000        | [ 13 ] |
| الأليثيا بين أفلوطين وهايدجر                                             | الجمعية الفلسفية المغربية - المغرب | 2000        | [ 14 ] |
| في فلسفة الحضارة (اليونانية - الإسلامية - الغربية)                       | دار النهضة العربية                 | 1999        | [ 15 ] |
| الحضارة الغربية الحديثة بين النشأة والتدهور                              | دار الثقافة العلمية                | 1998        | [ 16 ] |
| الوجود الحقيقي عند مارتن هايدجر                                          | منشأة المعارف                      | 1998        | [ 17 ] |
| محاولة جديدة لقراءة فريدريش نيتشه                                        | دار المعرفة الجامعية               | 1998        | [ 18 ] |
| قراءة للمصطلح الفلسفى                                                    | دار الثقافة العلمية                | 1997        | [ 19 ] |